# Charakiri
Charakiri (in russo Харакири?) è il quinto album in studio del gruppo rock Piknik, registrato e pubblicato nel 1991.
I Piknik sono tornati con la pubblicazione di questo album dopo tre anni dal precedente album.

## Brani
1. Nastojašče dni – 4:11
2. My kak trepetnye pticy – 4:54
3. Ja - puščennaja strela – 4:38
4. Tam, na samom kraju zemli – 2:16
5. Tečët bol'šaja – 4:43
6. S tech por, kak sgoreli doma – 4:58
7. Ėto reka Gang – 2:35
8. Novaja azbuka (strumentale) – 4:08

## Formazione
- Edmund Shklyarsky  - musica, testi, voce, chitarra , tastiere
- Andrey Merchansky - chitarra
- Victor Evseev - basso , cori
- Sergey Voronin  - tastiere
- Yuri Klyuchantsev - tastiere, sassofono
- Leonid Kirnos  - batteria
- Rimasterizzazione digitale: V. Shevtsov
- Artisti: A. Terekhov, E. Shklyarsky
- Editore: T. Gorelova
- Progettazione al computer: A. Dzegilenok
- Produttore esecutivo: G. Sedletsky

## Collegamenti
- (EN) Харакири, su Discogs, Zink Media.
- (EN) Харакири, su MusicBrainz, MetaBrainz Foundation.